# Giovanny López
Giovanny López (Medellín, Antioquia, Colombia; 15 de abril de 1989) es un futbolista colombiano. Juega de centrocampista.

## Clubes
| Club                   | País       | Año       |
| ---------------------- | ---------- | --------- |
| Independiente Medellín | Colombia   | 2009-2011 |
| Leones Urabá           | Colombia   | 2011-2012 |
| Pérez Zeledón          | Costa Rica | 2013      |
| Tigres                 | Colombia   | 2014      |
| Deportes Quindío       | Colombia   | 2014-2017 |

## Palmarés

### Campeonatos nacionales
| Título              | Club                   | País     | Año  |
| ------------------- | ---------------------- | -------- | ---- |
| Torneo Finalización | Independiente Medellín | Colombia | 2009 |